# Kľak
Kľak (deutsch Kleck, ungarisch Madarasalja – bis 1888 Klak) ist eine Gemeinde in der Mittelslowakei. Sie liegt im Vogelgebirge (Vtáčnik) und ist etwa 15 km von Žarnovica entfernt.
Der Ort wurde 1735 erstmals schriftlich erwähnt. Im Januar 1945 wurde das Dorf von der slowakischen Partisanenabwehrgruppe Edelweiß, die im Dienst der deutschen Besetzer des Slowakischen Staates stand, niedergebrannt. Viele Dorfbewohner wurden dabei ermordet.

## Bevölkerung
| Jahr                | 1994 | 2004    | 2014    | 2024     |
| ------------------- | ---- | ------- | ------- | -------- |
| Anzahl der Personen | 251  | 242     | 218     | 168      |
| Unterschied         |      | −3,58 % | −9,91 % | −22,93 % |

| Jahr                | 2023 | 2024    |
| ------------------- | ---- | ------- |
| Anzahl der Personen | 170  | 168     |
| Unterschied         |      | −1,17 % |